# قلعه آکو
قلعه آکو (به ژاپنی: 赤穂城, Akō-jō) یک قلعه ژاپنی مسطح واقع در آکو، هیوگو، استان هیوگو، ژاپن است.